# Moritz Retzsch
Friedrich August Moritz Retzsch, né le 9 décembre 1779 et mort le 11 juin 1857, est un peintre, dessinateur et graveur saxon.

## Biographie

### Naissance et origine
Moritz Retzsch naît le 9 décembre 1779 à Dresde, la capitale saxonne,. 
Il descend d'une famille de réfugiés hongrois protestants. Il est le fils d'un secrétaire au ministère de la guerre. Moritz Retzsch a un frère.

### Premier travail
Il entre d'abord dans l'administration des domaines et forêts.

### Études et carrière artistique
Il rejoint l'Académie des Beaux-Arts de Dresde en 1798,. Il est élève de Cajetan Toscani et de Josef Grassi.
Il travaille plus tard de manière autodidacte, copiant les célèbres images de la  Gemäldegalerie, dont une copie de la Madone Sixtinienne.[réf. souhaitée]
Il se livre de bonne heure à l'illustration de la poésie romantique, il ne produit guère des sujets originaux, et sa réputation est surtout fondée sur ses séries de dessins pour les œuvres de Goethe.
En 1816, il devient membre de l'Académie,.
La librairie Cotta lui confie en 1822, les illustrations de Schiller, parmi lesquelles Fridolin, le Combat du Dragon, Pégase et la Cloche.
En 1824, il est nommé professeur à l'Académie des Beaux-Arts de Dresde,,.
La maison d'édition Cotta commande des illustrations pour Faust de Goethe (26 planches), ce qui le rend financièrement indépendant.[réf. souhaitée]
Goethe aime son travail et il illustre des œuvres d'autres auteurs célèbres, notamment Lied von der Glocke de Friedrich von Schiller (43 planches), un Shakespeare Gallery (80 planches), et Ballades de Gottfried August Bürger (15 planches). 
On lui doit aussi des dessins pour le Théâtre de Shakespeare (1827-1846) et pour l'Art journal de Londres : Léonore d'après Burger : deux recueils intitulés Fantaisies, et le sujet si connu des Joueurs d'échecs.
Ses peintures à l'huile, traitant de sujets classiques, sont de faible intérêt, mais il réussit mieux avec des portraits.
Beaucoup de ses œuvres sont créées dans une maison de Lößnitz, sur la vallée de l'Elbe[réf. nécessaire].

### Viticulture
La viticulture devient une passion particulière de Moritz Retzsch, car sa femme apporte une vigne à son mariage. En 1813, il fait agrandir la Retzschhaus à Oberlößnitz, qui porte son nom, et en 1828, il déménage de Dresde à Oberlößnitz. En tant que vigneron, il est membre d'honneur de la Sächsische Weinbaugesellschaft. En 1848, Retzsch se retire complètement dans sa cave. 

### Mort
Moritz Retzsch meurt le 11 juin 1857 à Oberlößnitz.

## Galerie

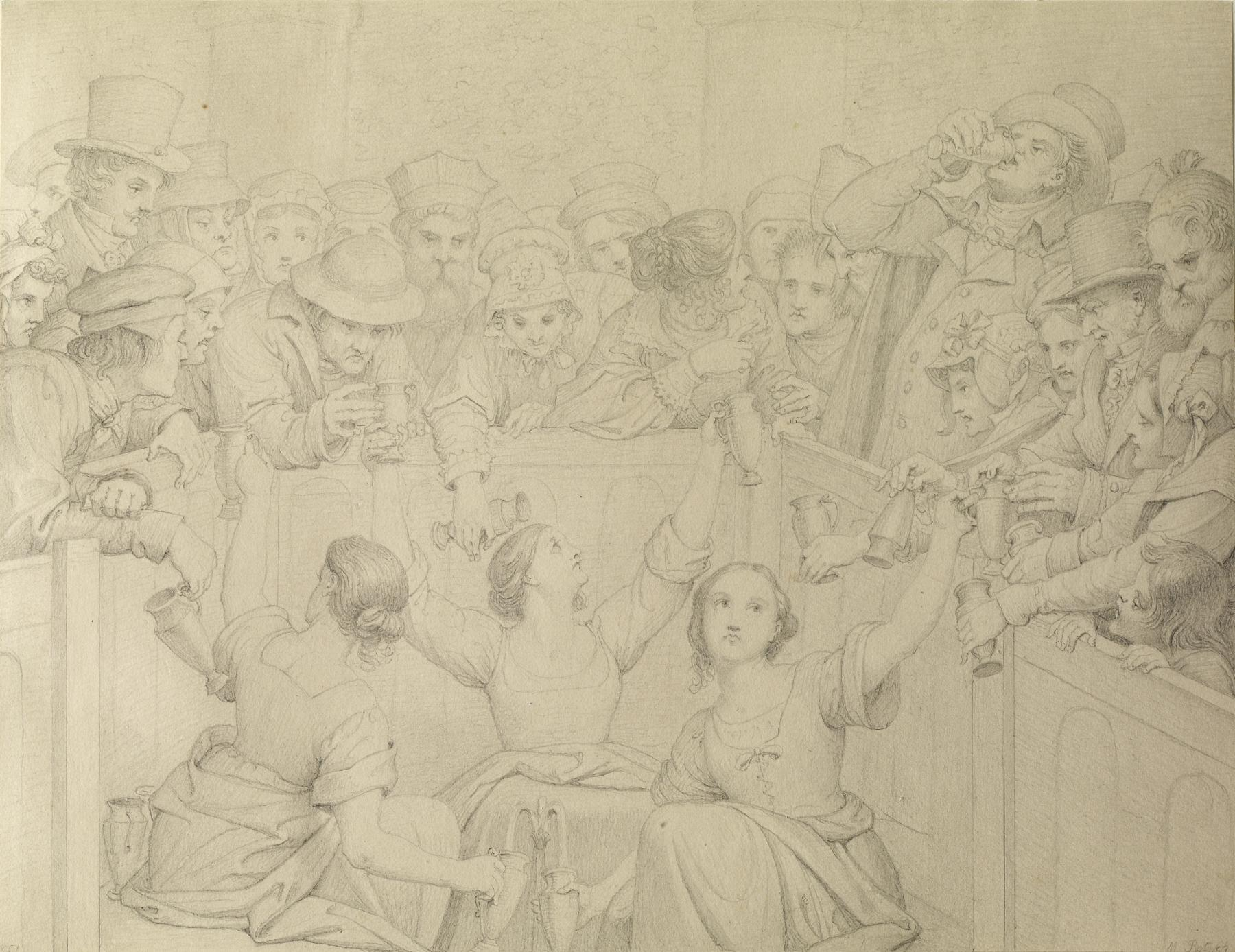
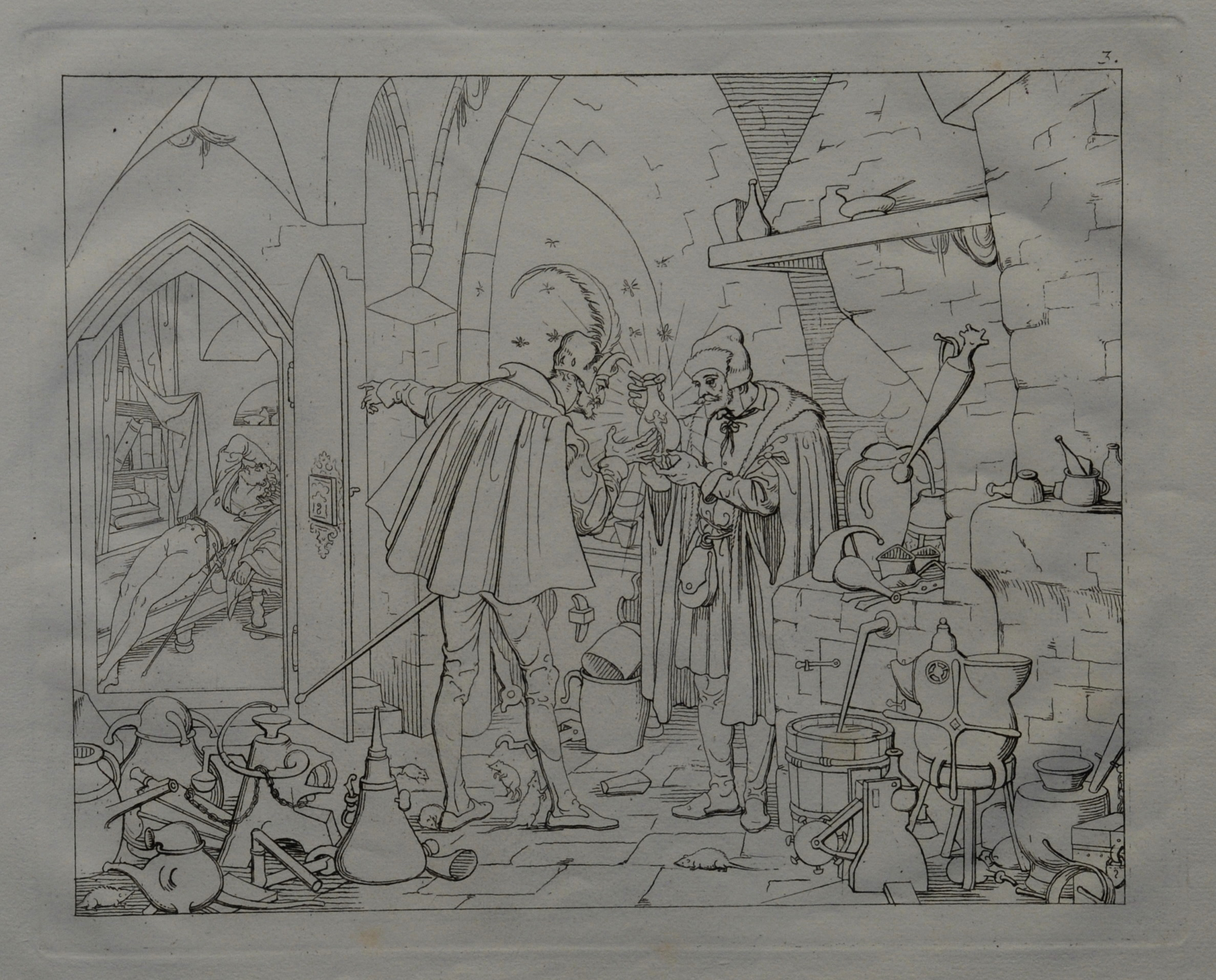
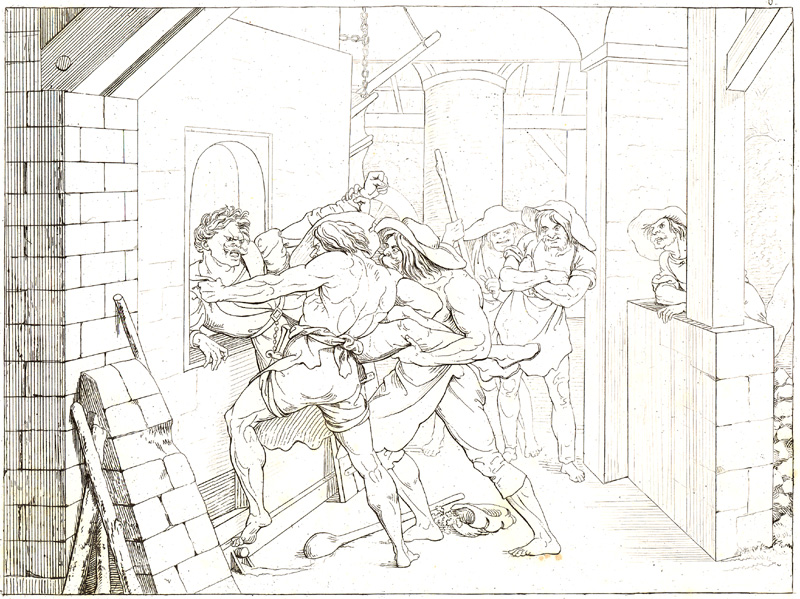
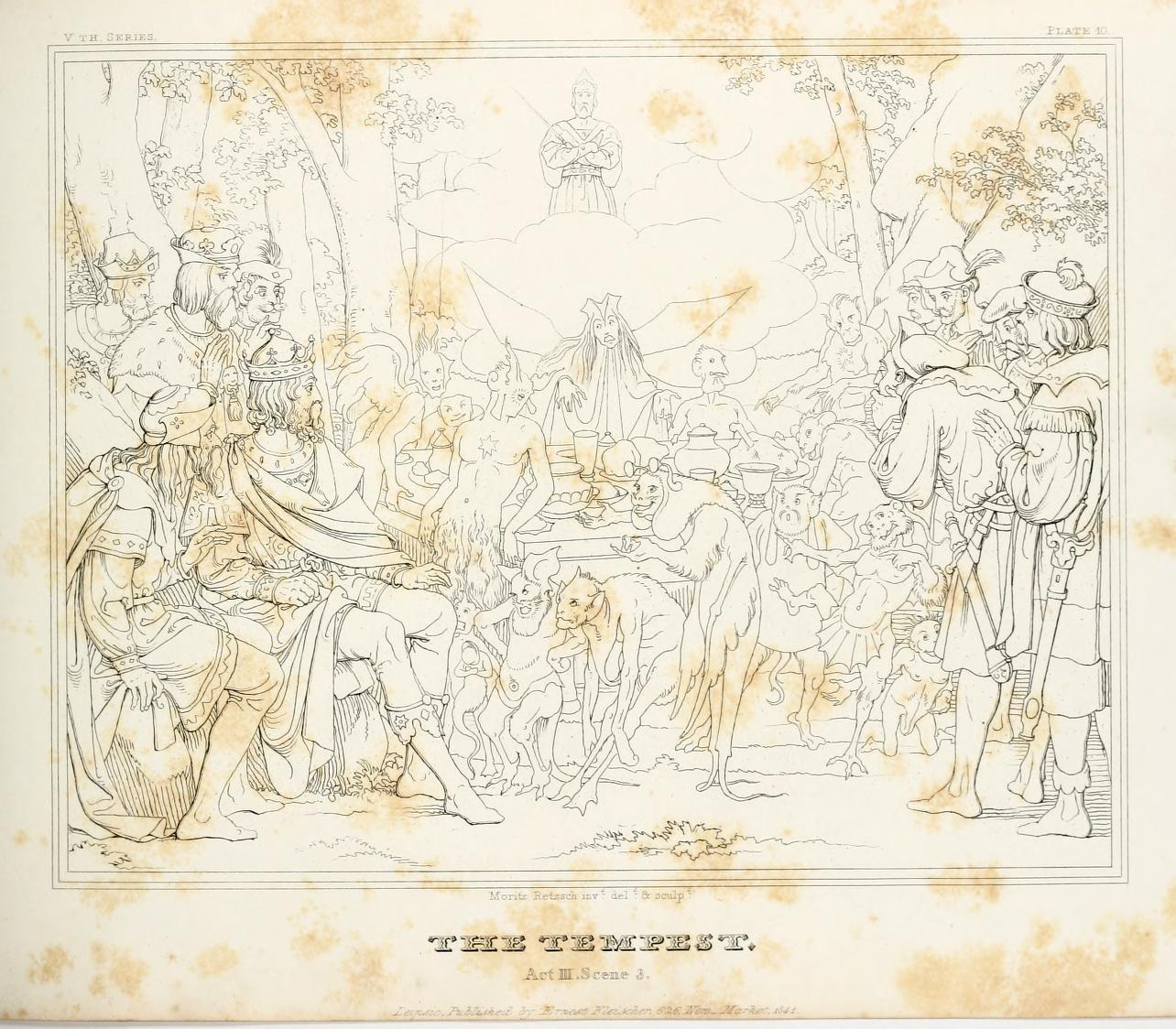
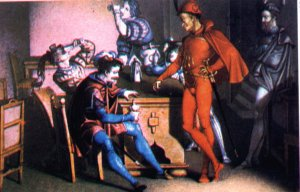
Scène de Faust
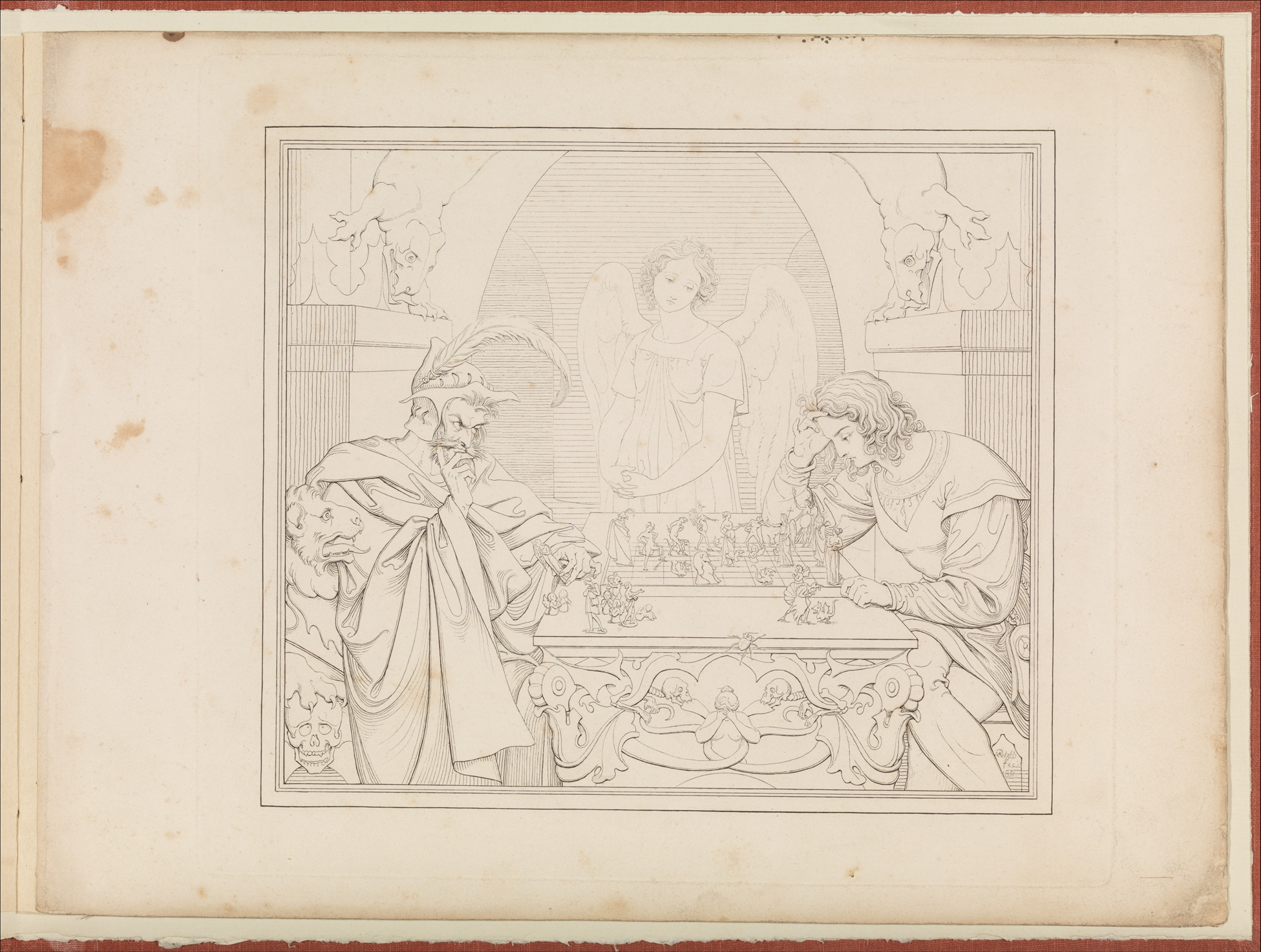
Les joueurs d'échecs
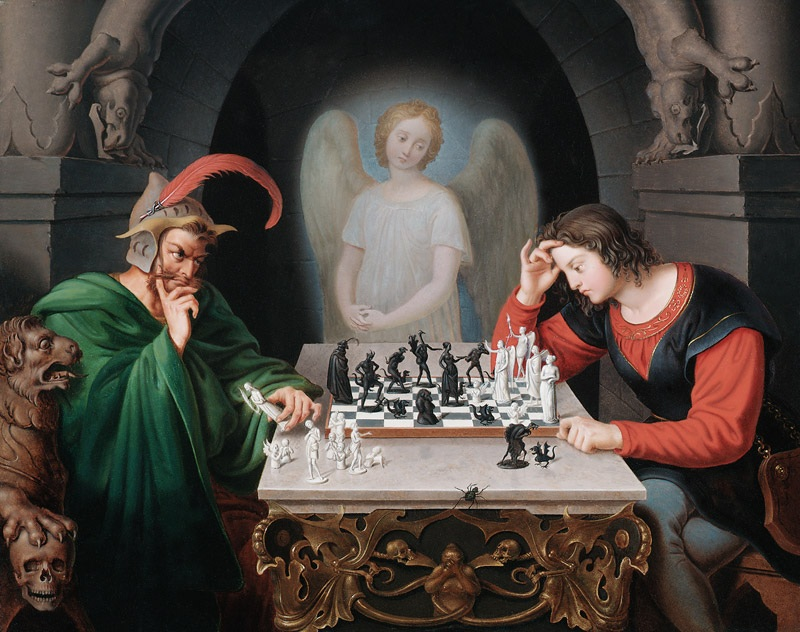
Les joueurs d'échecs